# Tipula barretoi
Tipula barretoi är en tvåvingeart som beskrevs av Alexander 1923. Tipula barretoi ingår i släktet Tipula och familjen storharkrankar. Inga underarter finns listade i Catalogue of Life.